# Денис Причиненко
Денис Причиненко (нім. Denys Prychynenko, нар. 17 лютого 1992, Потсдам) — німецький футболіст українського походження, півзахисник бельгійського «Дейнзе». Виступав за юнацьку збірну України у категорії до 17 років.

## Ігрова кар'єра

### Юнацькі роки
Народився 17 лютого 1992 року в місті Потсдам у родині українців. Вихованець школи німецького футболу. Першим клубом у кар'єрі був «Енергі», за юнацький склад якого він грав у сезоні 2007/2008. У сезоні 2008/2009 роки грав за команду «Теніс Боруссія», 2009 року переїхав до Шотландії, до складу команди «Гарт оф Мідлотіан». У юнацькому складі цього клубу він брав участь у чемпіонаті Шотландії 2010/2011, а команда фінішувала другою, поступившись лише «Селтіку». Денису за сезон була присуджена нагорода найкращого гравця команди, також він завоював приз найкращого бомбардира (14 м'ячів).

### Виступи в Шотландії
В основному складі «Гарт оф Мідлотіан» Причиненко дебютував 26 лютого 2011 року в матчі проти «Абердина», вийшовши на заміну. Наступну гру він провів 5 березня проти «Кілмарнока», яка була програна з рахунком 0:2. Продовжити успішні гри у складі клубу він не зумів через серйозну травму, проте клуб запропонував йому продовжити контракт до 2014 року. У листопаді 2011 року Денис відправився на правах оренди в «Рейт Роверс», де грав до січня 2012 року, щоб не втратити навички.
Оренда Дениса Причиненко в «Рейт Роверс» діяла з 3 листопада 2011 року по 4 січня 2012 року. Дебют у складі «мандрівників» відбувся 5 листопада 2011 року проти «Данді» на стадіоні «Денс Парк». 26 листопада 2011 року він забив свій перший гол у складі «Рейт Роверс» у ворота «Гамільтон Академікал», який став одним із запорук перемоги з рахунком 3:2 на «Старкс Парк». Всього він зіграв п'ять матчів, останній з яких відбувся 10 грудня 2011 року проти «Лівінгстона». 5 січня 2012 року він покинув клуб і повернувся в «Гарт оф Мідлотіан».
Знову вийшов на поле у складі «Гартса» Денис 31 березня 2012 року на заміну в матчі проти «Абердина», який «серця» виграли з рахунком 3:0. Влітку 2013 року на правах вільного агента покинув команду з Единбурга.

### «Севастополь»
27 липня 2013 року на правах вільного агента підписав контракт з «Севастополем», проте закріпитись в складі кримчан не зміг, зігравши за сезон лише у восьми матчах чемпіонату. Влітку 2014 року, після зняття севастопольців зі змагань, перебував на перегляді в польському «Гурнику» (Ленчна), проте контракт з новачком польського вищого дивізіону так і не підписав.

### ЦСКА та повернення до Німеччини
В липні 2014 року на правах вільного агента підписав контракт з болгарським ЦСКА, проте, провівши в Болгарії лише один сезон, влітку 2015 року повернувся на батьківщину і став гравцем «Уніона» (Берлін), що виступав у Другій Бундеслізі. Наприкінці жовтня 2015 року «Уніон» розірвав з Причиненком контракт.

## Збірна
У складі юнацької збірної України з футболу з гравців не старше 17 років Денис встиг зіграти три матчі. Збірною в цей час керував Олександр Головко. Проте 2010 року Причиненко змушений був відмовитися від українського паспорта та ігор за збірну України, оскільки за українським законодавством подвійне громадянство заборонялося, а у нього був також німецький паспорт.

## Сім'я
Батько Сергій — у минулому радянський футболіст. Має старшого брата Станіслава і дядька Володимира, які також були професійними футболістами.

## Громадянська позиція
Причиненко підтримав анексію Криму Росією.